# Арутюнян Мігран Едікович
Мігран Едікович Арутюнян (вірм. Միհրան Հարությունյան, рос. Мигран Эдикович Арутюнян; нар. 25 березня 1989, Ечміадзин, Вірменська РСР) — російський і вірменський борець греко-римського стилю, срібний призер Європейських ігор, срібний призер Кубку світу, срібний призер Олімпійських ігор.

## Біографія
Боротьбою почав займатися з 2001 року. Народився у вірменському Ечміадзині, мешкає в Москві. Виступав за збірну Росії. У її складі був срібним (2009) та бронзовим (2008) призером чемпіонатів світу серед юніорів, бронзовим призером чемпіонату Європи серед юніорів (2007), та бронзовим призером чемпіонату Європи серед кадетів (2006). У складі першої збірної Росії став срібним призером Кубку світу 2012 року. Чемпіон Росії 2012 року, віце-чемпіон — 2011 року. Майстер спорту Росії міжнародного класу з греко-римської боротьби. З 2013 року захищає кольори збірної Вірменії. У її складі ставав срібним призером Європейських та Олімпійських ігор.
У фіналі літніх Олімпійських ігор 2016 року в Ріо-де-Жанейро Мігран Арутюнян боровся із сербським спортсменом Давором Штефанеком. Після першого раунду вірменський борець вів з рахунком 1:0. У другому раунді суддя присудив одне очко сербу нібито за пасивне Арутюняна. Вірменський спортсмен і його тренери висловили незгоду з цим рішенням. Проте, за рівної кількості балів перемога дісталася його суперникові за останню результативну дію. На думку спортивних коментаторів, судді піднесли подарунок президенту Міжнародної федерації боротьби (МФБ) сербу Ненаду Лаловичу. На шляху до фіналу Арутюнян переміг азербайджанця Расула Чунаєва (4:1), єгиптянина Адхама Ахмеда Салеха Кахка (9:0) і південнокорейця Рю Хан Су (2:1).
Закінчив Вірменський державний університет фізичної культури в Єревані.

## Спортивні результати на міжнародних змаганнях

### Виступи на Олімпіадах
| Змагання                    | Збірна   | Вагова категорія | Місце  |
| --------------------------- | -------- | ---------------- | ------ |
| Літні Олімпійські ігри 2016 | Вірменія | 66 кг            | Срібло |

### Виступи на Чемпіонатах світу
| Змагання                        | Збірна   | Вагова категорія | Місце |
| ------------------------------- | -------- | ---------------- | ----- |
| Чемпіонат світу з боротьби 2014 | Вірменія | 66 кг            | 9     |
| Чемпіонат світу з боротьби 2015 | Вірменія | 66 кг            | 5     |

### Виступи на Чемпіонатах Європи
| Змагання                         | Збірна   | Вагова категорія | Місце |
| -------------------------------- | -------- | ---------------- | ----- |
| Чемпіонат Європи з боротьби 2016 | Вірменія | 66 кг            | 9     |

### Виступи на Європейських іграх
| Змагання              | Збірна   | Вагова категорія | Місце  |
| --------------------- | -------- | ---------------- | ------ |
| Європейські ігри 2015 | Вірменія | 66 кг            | Срібло |

### Виступи на Кубках світу
| Змагання                    | Збірна | Вагова категорія | Місце  |
| --------------------------- | ------ | ---------------- | ------ |
| Кубок світу з боротьби 2010 | Росія  | 66 кг            | 5      |
| Кубок світу з боротьби 2012 | Росія  | 66 кг            | Срібло |

### Виступи на інших змаганнях
| Змагання                                 | Збірна   | Вагова категорія | Місце  |
| ---------------------------------------- | -------- | ---------------- | ------ |
| Турнір Івана Піддубного 2009             | Росія    | 66 кг            | Срібло |
| Турнір Дана Колова — Николи Петрова 2009 | Росія    | 66 кг            | Бронза |
| Турнір Івана Піддубного 2010             | Росія    | 66 кг            | Срібло |
| Турнір Івана Піддубного 2011             | Росія    | 66 кг            | Срібло |
| Гран-прі Іспанії з боротьби 2011         | Росія    | 66 кг            | Золото |
| Кубок Хапаранди 2011                     | Росія    | 66 кг            | Золото |
| Турнір Івана Піддубного 2012             | Росія    | 66 кг            | Срібло |
| Кубок Владислава Пітласинські 2012       | Росія    | 66 кг            | Срібло |
| Гран-прі Іспанії з боротьби 2013         | Вірменія | 66 кг            | Бронза |
| Турнір «Олімпія» 2014                    | Вірменія | 66 кг            | Золото |
| Турнір Дана Колова — Николи Петрова 2016 | Вірменія | 71 кг            | Золото |
| Trophee Milone 2016                      | Вірменія | 71 кг            | Золото |